# Мартинаць (Велико-Тройство)
45°57′ пн. ш. 16°55′ сх. д. / 45.95° пн. ш. 16.91° сх. д.
Мартинаць (хорв. Martinac) — населений пункт у Хорватії, у Б'єловарсько-Білогорській жупанії у складі громади Велико Тройство.

## Населення
Населення за даними перепису 2011 року становило 125 осіб.
Динаміка чисельності населення поселення: